# Bataille de Roseires
 (signalé en mai 2025).
Si vous disposez d'ouvrages ou d'articles de référence ou si vous connaissez des sites web de qualité traitant du thème abordé ici, merci de compléter l'article en donnant les références utiles à sa vérifiabilité et en les liant à la section « Notes et références ».
- Archive Wikiwix
- Bing
- Cairn
- DuckDuckGo
- E. Universalis
- Gallica
- Google
- G. Books
- G. News
- G. Scholar
- Persée
- Qwant
- (zh) Baidu
- (ru) Yandex
- (wd) trouver des œuvres sur Wikidata

Guerre des Mahdistes (1881-1899)
Batailles
- Aba
- El Obeid
- Première bataille d'El Teb
- Deuxième bataille d'El Teb
- Tamai
- Trinkitat
- El Eilafun
- Abu Klea
- Abu Kru
- Khartoum
- Kirbekan
- Hashin
- Tofrek
- Ginnis
- Metemma
- Toski
- Agordat
- Barca
- Tokar
- Serobeti
- Agordat
- Kassala
- Gulusit
- 1er Sebderat
- 2e Sebderat
- Mokram
- Tucruf
- Firkat
- Hafir
- Bedden
- Redjaf
- Abu Hamed
- Atbara
- Omdurman
- Fachoda
- Gedaref
- Roseires
- Umm Diwaykarat

La bataille de Roseires est livrée le 26 décembre 1898 pendant la guerre des Mahdistes au Soudan. Une colonne égyptienne sous les ordres de l'Anglais Lewis bey affronte et vainc les Derviches commandés par Ahmed Fadel.